# 糙果芹
糙果芹（学名：Trachyspermum scaberulum）为伞形科蔓芹属的植物，是中国的特有植物。分布在中国大陆的广西、云南、贵州、四川等地，生长于海拔600米至2,600米的地区，常生长在灌木林下以及山坡路旁草地，目前尚未由人工引种栽培。

## 形态
糙果芹高1米，全体有短糙毛或小刚毛；根呈纺锤状；茎部直立，有分枝。茎基部生有卵形叶，长5-10厘米，宽4-9厘米，二至三回三出式羽状全裂，最终裂片三角状卵形，长5-20毫米，宽3-10毫米，基部宽截形或近心形，边缘有不规则锯齿状或缺刻状牙齿状；叶柄长3-10厘米；茎上部叶羽状全裂，裂片条状披针形，最上部叶成窄鞘。复伞形花序多数；总花梗长1.5-4.5厘米；无总苞和小总苞；伞形幅度宽5毫米-8毫米，丝状，不等长；花梗长5毫米-10毫米,丝状；花白色。双悬果心形或宽卵形，长0.3-1毫米，宽0.2-0.8毫米，有疏毛。 分布于广西、云南、贵州。生于山坡林下或树林边缘。

## 异名
- Trachyspermum scaberulum (Franch.) Wolff ex Hand.-Mazz. var. ambrosiaefolium (Franch.) Shan